# Базарно-Мордовский Юрткуль
Базарно-Мордовский Юрткуль — село в Старомайнском районе Ульяновской области России. Входит в состав Матвеевского сельского поселения.

## География
Село находится в северной части Левобережья, в лесостепной зоне, в пределах Низкого Заволжья, на берегах озера Эрке, на расстоянии примерно 37 километров (по прямой) к северо-востоку от посёлка городского типа Старая Майна, административного центра района.
Климат
Климат характеризуется как умеренно континентальный, с тёплым летом и умеренно холодной снежной зимой. Средняя температура воздуха самого тёплого месяца (июля) — 20 °C (абсолютный максимум — 39 °C); самого холодного (января) — −13,8 °C (абсолютный минимум — −47 °C). Продолжительность безморозного периода составляет в среднем 131 день. Среднегодовое количество атмосферных осадков составляет 406 мм. Снежный покров образуется в конце ноября и держится в течение 145 дней.
Часовой пояс
Село Базарно-Мордовский Юрткуль, как и вся Ульяновская область, находится в часовой зоне МСК+1. Смещение применяемого времени относительно UTC составляет +4:00.

## История
Основано в конце 70-х годов XVII века, когда мордовские поселенцы стали осваивать северо-восточную часть нынешнего Старомайнского района, образуя мордовские поселения.
К 1859 году в Базарных Мордовских Юркулях было 149 дворов и 1209 жителей. 
В 1873 году была построена на средства прихожан деревянная однопрестольная церковь во имя Святой Троицы (с 6 мая 1937 года храм решением райисполкома был передан под школу). 
В феврале 1887 года в селе открылась школа Братства Святого Гурия. 
В 1908 году в селе 249 дворов и 1345 жителей, имеется: четыре лавки, семь ветряных мельниц, крупорушка, шерстобойка, две кузницы.
К 1926 году в селе было 152 хозяйства и 683 жителя.
В коллективизацию в селе был образован колхоз «Од-Ки» («Новый путь»).
Более 30 жителей села не вернулись с фронтов Великой Отечественной войны.
В 1953 году Базарно Мордовский Юрткульский сельский Совет упразднен. Село административно стало относиться к Русско-Юрткульскому сельскому Совету.
В 1954 году колхоз «Од-Ки», переименован в колхоз имени Маленкова.
В 1959 году в селе 214 жителей. Колхоз имени Маленкова объединился с колхозом имени Горького (Подлесно-Мордовские Юрткули) и стал называться имени Горького с центральной усадьбой в селе Базарные Мордовские Юрткули.
В 1987 году построено новое здание школы.
В 1989 году в колхозе имени Горького 1205 свиней, 1180 овец, 1192 головы крупнорогатого скота, из них 310 коров. Здесь же 41 трактор, 25 грузовых автомобилей, 15 комбайнов.
В 1999 году в селе было 91 хозяйство и 271 житель, имеется клуб, средняя школа, усадьба колхоза имени Горького.

## Население
| 2010 |
| ---- |
| 208  |

Национальный состав
Согласно результатам переписи 2002 года, в национальной структуре населения русские составляли 52 % из 233 чел., мордва — 45 %.